# Sidney Webb

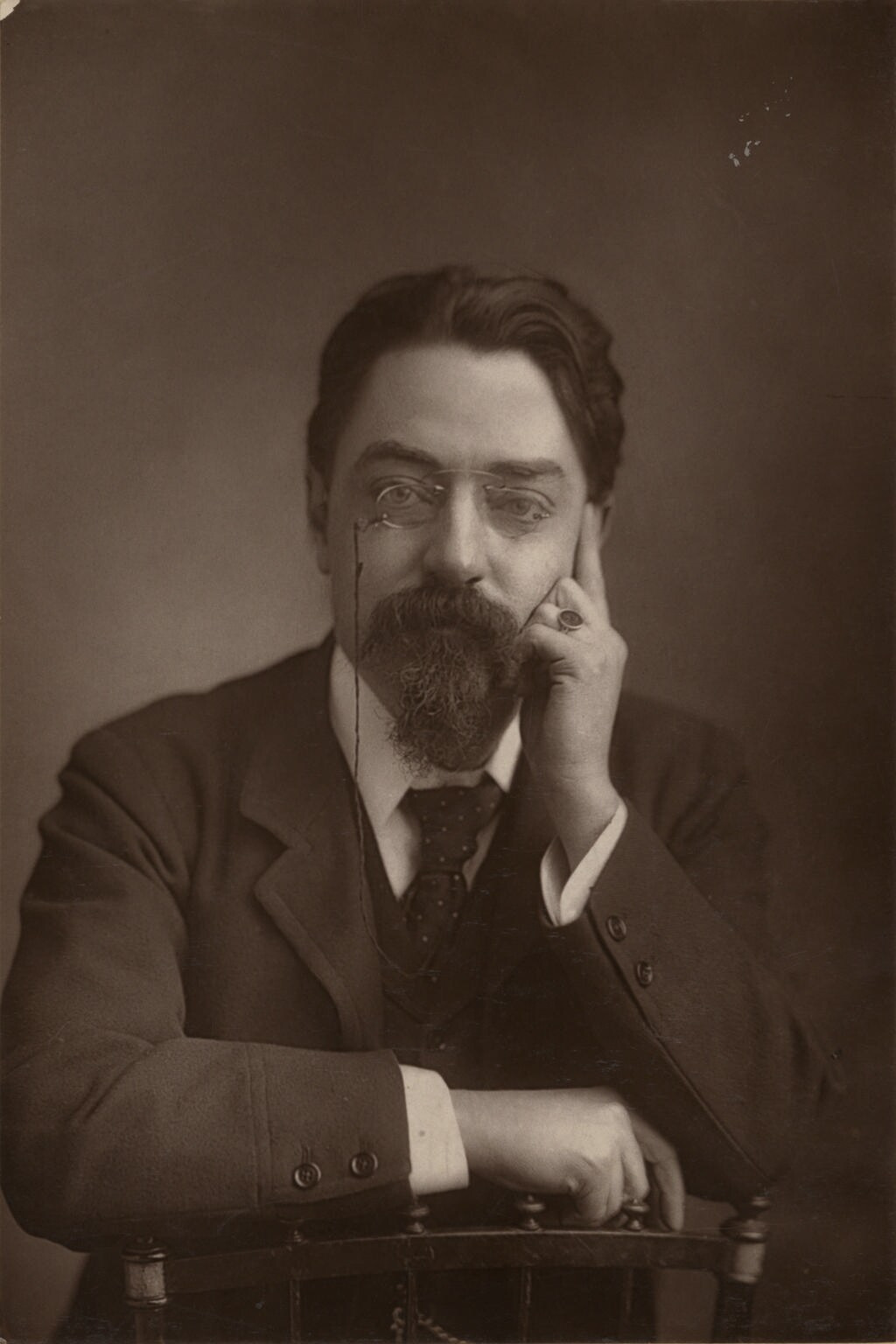
Sidney Webb

Sidney James Webb (de eerste baron van Passfield), PC (Londen, 13 juli 1859 – Liphook, Hampshire, 13 oktober 1947) was een Britse socialist, econoom en hervormer. Hij was in 1884 samen met George Bernard Shaw een van de eerste leden van de Fabian Society (zij werden drie maanden na de oprichting lid). Samen met zijn vrouw, Beatrice Webb, Annie Besant, Graham Wallas, Edward R. Pease, Hubert Bland, en Sydney Olivier veranderden Shaw en Webb de Fabian Society in het voornaamste politieke-intellectuele genootschap van Engeland in het Edwardiaanse tijdperk en daarna. Hij schreef de originele clausule IV, voor de Britse Labour Party. Deze werd in 1918 opgenomen in het beginselprogramma en behelste de nationalisatie van de productiemiddelen.
- Bibsys: 90190553
- Biblioteca Nacional de España: XX1034778
- Bibliothèque nationale de France: cb122849795 (data)
- Catàleg d'autoritats de noms i títols de Catalunya: 981058523350406706
- CiNii: DA00201771
- Gemeinsame Normdatei: 118806394
- International Standard Name Identifier: 0000 0001 2145 1642
- Library of Congress Control Number: n82222955
- Nationale Bibliotheek van Letland: 000341131
- Bibliotheek van het Japanse parlement: 00460360
- Nationale Bibliotheek van Tsjechië: skuk0001467
- Nationale bibliotheek van Australië: 36571061
- Nationale Bibliotheek van Israël: 987007269876105171
- Nationale Bibliotheek van Polen: a0000002336696
- Nederlandse Thesaurus van Auteursnamen: 068560915
- Istituto Centrale per il Catalogo Unico: CUBV080012
- LIBRIS: 250416
- SNAC: w69z98g8
- Système universitaire de documentation: 027934349
- Trove: 1298735
- Virtual International Authority File: 100205056
- WorldCat: E39PBJg4fY9mygvhrgCp9jxYyd